# Sveigsfjall
Sveigsfjall är ett berg i republiken Island. Det ligger i regionen Norðurland eystra, 270 km nordost om huvudstaden Reykjavík. Toppen på Sveigsfjall är 891 meter över havet.
Trakten runt Sveigsfjall är nära nog obefolkad, med mindre än två invånare per kvadratkilometer. Närmaste större samhälle är Grenivík, nära Sveigsfjall. Trakten runt Sveigsfjall består i huvudsak av gräsmarker.